# Sirvaku
Sirvaku – wieś w Estonii, w prowincji Tartu, w gminie Kambja.